# Phanogomphus descriptus
Phanogomphus descriptus – gatunek ważki z rodziny gadziogłówkowatych (Gomphidae). Występuje we wschodniej części Ameryki Północnej – w południowo-wschodniej Kanadzie oraz północno-wschodnich i wschodnich USA (na południe po Karolinę Północną).